# Copa Mundial de Béisbol Femenino de 2024
La Copa Mundial de Béisbol Femenino de 2024 es la novena edición del torneo, primera que se realiza con el nuevo formato de dos etapas. La fase de grupos se disputó entre agosto y septiembre de 2023 en las ciudades de Thunder Bay, Canadá y Miyoshi, Japón. La propia ciudad canadiense será sede de las finales en el 2024.
Será la tercera vez que Canadá albergue el torneo, luego de la edición inaugural de Edmonton 2004, ciudad que repetiría en 2012. De igual manera, Japón será sede por tercera ocasión luego de celebrar la competencia en Matsuyama en 2008, y en Miyazaki en 2014.  
Japón es el campeón defensor, al derrotar a Taipéi de China 6:0 durante la final del último mundial en Viera 2018.
La novena edición estaba inicialmente planeada para celebrarse en Monterrey, México, en 2020, pero debido a las afectaciones provocadas por la pandemia de COVID-19 fue trasladada para Tijuana al año siguiente y finalmente cancelada. 
Japón defendió exitosamente su título, al vencer en la final a Estados Unidos.

## Elección de la sede
El 20 de diciembre de 2022, la WBSC anunció que Canadá había sido elegida por tercera ocasión para albergar la Copa Mundial de Béisbol Femenino.  La ciudad de Thunder Bay será sede de los partidos del Grupo A durante la fase de grupos, así como de las Finales. 
Anteriormente, la ciudad celebró la Copa Mundial de Béisbol Sub-18 en dos ocasiones, durante 2010 y 2017. 
Se conoció que los estadios Port Arthur Stadium y Baseball Center serían los seleccionados para esta etapa inicial, y el primero de ellos al año siguiente acogería los partidos finales. Ambos han sido renovados en años previos y cumplen los estándares internacionales. 
Además, la ciudad japonesa de Miyoshi será encargada de acoger los partidos correspondientes al Grupo B, en su  Estadio Miyoshi Kinsai. 
| Grupo A y Finales                    | Grupo A y Finales                     | Group B                           |
| Thunder Bay, Canadá                  | Thunder Bay, Canadá                   | Miyoshi, Japón                    |
| ------------------------------------ | ------------------------------------- | --------------------------------- |
| Baseball Central                     | Port Arthur Stadium                   | Estadio Miyoshi Kinsai            |
| Capacidad: 1400                      | Capacidad: 5400                       | Capacidad: 16000                  |
|                                      |                                       |                                   |
| Equipo local: Propiedad de la ciudad | Equipo local: Thunder Bay Border Cats | Equipo local: Hiroshima Toyo Carp |

## Árbitros

### Grupo A
Director de Árbitros:  Lisa Marie Turbitt
Árbitros:
- Kim Minseo
- Liu Po Chun
- Janet Moreno
- Magali

 Báez Velazquez
- Alessia  Cicconi
- Elise Lallement
- Rhonda L.

 Pauls

### Grupo B
Director de Árbitros:  Koyama Katsuhito
Árbitros:
- Julissa Manuela Iriarte Felix
- Maite Bullones Aranguren
- Alan Cruz Santiago
- Moo Yee Wah
- Sato Kana
- Matsumoto  Kyoko
- Wada Kana
- Takahashi  Shinya

## Formato de competición
Esta es la primera Copa Mundial de Béisbol, en cualquier categoría, que se juega con el nuevo formato de dos etapas. La fase de grupos y las Finales de la Copa Mundial de Béisbol Femenino WBSC se jugarán en años consecutivos. En este caso, la fase de grupos se disputará en agosto y octubre de 2023, y finalizará con las Finales en el verano de 2024.
Para la fase de grupos, los 12 equipos participantes se han dividido en dos grupos de seis equipos. Cada grupo consiste en un solo round robin, presentando juegos de siete entradas. Luego de los Grupos A y B, los dos primeros clasificados de cada uno se clasificarán para las finales de 2024 más dos equipos Comodines. 
El criterio de comodín para las finales es el siguiente:
- Criterio 1: 1 plaza comodín asegurada para el país anfitrión;
- Criterio 2: Si el país anfitrión de la final de la Copa Mundial se encuentra entre los equipos clasificados, los dos equipos en tercer lugar de cada grupo de la fase de grupos se clasificarán para la final de la Copa Mundial. Si este criterio no lo resuelve, entonces se utilizará el siguiente criterio;
- Criterio 3: Si el país anfitrión de la Final de la Copa Mundial no se encuentra entre los equipos clasificados, el equipo que ocupe el tercer lugar en la fase de grupos según la clasificación final de la edición anterior de la Copa Mundial obtendrá el puesto comodín restante para la Final de la Copa Mundial. Si este criterio no lo resuelve (por ejemplo, si ninguno de los finalistas del tercer lugar participó en la última Copa Mundial), entonces se utilizará el siguiente criterio;
- Criterio 4: El equipo que ocupe el tercer lugar en la Etapa de grupos según la posición más alta en el Ranking de la WBSC al final del año calendario anterior califica para las Finales de la Copa Mundial.
Las Finales de seis equipos se jugarán en un formato de todos contra todos, con los equipos en primer y segundo lugar después del round robin enfrentándose por el Título de Campeón Mundial, mientras que los finalistas en tercer y cuarto lugar jugarán el Juego de la Medalla de Bronce.

## Clasificación y equipos participantes
Con el nuevo formato aprobado de 12 equipos nacionales, la WBSC ha distribuido los cupos continentales de la siguiente manera:
- Wild card Anfitrión 1 cupo:  Canadá
- WBSC Europe 1 cupo:  Francia
- WBSC Américas 4 cupos:  Venezuela,  Puerto Rico,  México,  Cuba [9]
- WBSC Oceanía 1 cupo:  Australia
- WBSC Asia 4 cupos:  Japón,  China Taipéi,  Corea del Sur,  Hong Kong
- WBSC Africa 0 cupos
- Wild card 1 cupo:  Estados Unidos [10]

Los participantes fueron determinados a través de los campeonatos continentales. 
| Equipo         | Ranking | Participaciones anteriores (Última vez) | Mejor resultado                              |
| -------------- | ------- | --------------------------------------- | -------------------------------------------- |
| Canadá         | 3       | 8 (2018)                                | Segundo (2008, 2016)                         |
| Japón          | 1       | 8 (2018)                                | Campeón (2008, 2010, 2012, 2014, 2016, 2018) |
| Francia        | 16      | Debut                                   | Debut                                        |
| Venezuela      | 5       | 5 (2018)                                | Tercero (2016)                               |
| Puerto Rico    | 9       | 2 (2018)                                | Octavo (2010)                                |
| México         | 12      | Debut                                   | Debut                                        |
| Cuba           | 7       | 5 (2018)                                | Sexto (2006, 2010)                           |
| Australia      | 8       | 8 (2018)                                | Segundo (2010)                               |
| Estados Unidos | 4       | 8 (2018)                                | Campeón (2004, 2006)                         |
| China Taipéi   | 2       | 8 (2018)                                | Segundo (2018)                               |
| Corea del Sur  | 10      | 4 (2018)                                | Sexto (2008, 2016)                           |
| Hong Kong      | 11      | 5 (2018)                                | Sexto (2006)                                 |

Año en cursiva significa sede del evento. Año en negrita significa campeón del evento.

## Fase de grupos

### Grupo A
El Grupo A se disputó en Thunder Bay, Ontario, del 8 al 13 de  agosto de 2023. 
| Pos | Equipo         | JJ | JG | JP | CA | CP | DC  | Dif | Calificación |
| --- | -------------- | -- | -- | -- | -- | -- | --- | --- | ------------ |
| 1   | Estados Unidos | 5  | 5  | 0  | 71 | 2  | +69 | -   | Finales      |
| 2   | Canadá         | 5  | 4  | 1  | 52 | 34 | +18 | 1   | Finales      |
| 3   | México         | 5  | 3  | 2  | 43 | 25 | +18 | 2   | Wild card    |
| 4   | Australia      | 5  | 2  | 3  | 36 | 35 | +1  | 3   |              |
| 5   | Hong Kong      | 5  | 1  | 4  | 20 | 84 | -64 | 4   |              |
| 6   | Corea del Sur  | 5  | 0  | 5  | 11 | 53 | -42 | 5   |              |

### Grupo B
El Grupo B se disputó en Miyoshi, Hiroshima, del 13 al 17 de septiembre de 2023. 
| Pos | Equipo       | JJ | JG | JP | CA | CP | DC  | Dif | Calificación |
| --- | ------------ | -- | -- | -- | -- | -- | --- | --- | ------------ |
| 1   | Japón        | 5  | 5  | 0  | 41 | 7  | +34 | -   | Finales      |
| 2   | China Taipéi | 5  | 4  | 1  | 46 | 16 | +30 | 1   | Finales      |
| 3   | Venezuela    | 5  | 3  | 2  | 28 | 23 | +5  | 2   | Wild card    |
| 4   | Puerto Rico  | 5  | 2  | 3  | 32 | 22 | +10 | 3   |              |
| 5   | Cuba         | 5  | 1  | 4  | 19 | 39 | -20 | 4   |              |
| 6   | Francia      | 5  | 0  | 5  | 11 | 70 | -59 | 5   |              |

### Equipos clasificados mediantewild card
- México: Tercer lugar del Grupo A.
- Venezuela: Tercer lugar del Grupo B.

## Finales
La fase final se desarrollará entre el 28 de julio y el 3 de agosto de 2024, en Thunder Bay, Ontario, Canadá. 
| Pos | Equipo         | JJ | JG | JP | CA | CP | DC | Dif | Calificación |
| --- | -------------- | -- | -- | -- | -- | -- | -- | --- | ------------ |
| 1   | Estados Unidos | 5  | 5  | 0  | 0  | 0  | 0  | -   | Final        |
| 2   | Japón          | 5  | 4  | 1  | 0  | 0  | 0  | 1   | Final        |
| 3   | Canadá         | 5  | 3  | 2  | 0  | 0  | 0  | 2   | Tercer lugar |
| 4   | México         | 5  | 2  | 3  | 0  | 0  | 0  | 3   | Tercer lugar |
| 5   | Venezuela      | 5  | 1  | 4  | 0  | 0  | 0  | 4   |              |
| 6   | China Taipéi   | 5  | 0  | 5  | 0  | 0  | 0  | 5   |              |

## Ronda Final

### Tercer Lugar
| 8 de agosto de 2024 | México | 2 - 4   | Canadá | Port Arthur Stadium, Thunder Bay, Canadá |                               |   |   |   |   |   |
| 11:00 (UTC-5) |        | Reporte |        | Asistencia: 1278 espectadores            | Asistencia: 1278 espectadores |   |   |   |   |   |
| Detalle \| Equipo \| 1 \| 2 \| 3 \| 4 \| 5 \| 6 \| 7 \| C \| H \| E \| \| ------ \| - \| - \| - \| - \| - \| - \| - \| - \| - \| - \| \| México \| 0 \| 1 \| 0 \| 0 \| 0 \| 0 \| 1 \| 2 \| 7 \| 1 \| \| Canadá \| 0 \| 0 \| 2 \| 0 \| 2 \| 0 \| x \| 4 \| 7 \| 2 \|LG: Raine Feria Padgham (ERA 1.62) LP: Maricela Aguilera (ERA 1.35) SV: Sophie Gagne HRs: México – Denise Pérez(1) Duración: 1 h 52 m. |        |         |        |                                          |                               |   |   |   |   |   |
| Equipo | 1      | 2       | 3      | 4                                        | 5                             | 6 | 7 | C | H | E |
| México | 0      | 1       | 0      | 0                                        | 0                             | 0 | 1 | 2 | 7 | 1 |
| Canadá | 0      | 0       | 2      | 0                                        | 2                             | 0 | x | 4 | 7 | 2 |

### Final
| 8 de agosto de 2024 | Japón | 11 - 6  | Estados Unidos | Port Arthur Stadium, Thunder Bay, Canadá |                               |   |   |    |    |   |
| 15:00 (UTC-5) |       | Reporte |                | Asistencia: 2121 espectadores            | Asistencia: 2121 espectadores |   |   |    |    |   |
| Detalle \| Equipo \| 1 \| 2 \| 3 \| 4 \| 5 \| 6 \| 7 \| C \| H \| E \| \| -------------- \| - \| - \| - \| - \| - \| - \| - \| -- \| -- \| - \| \| Japón \| 0 \| 0 \| 4 \| 3 \| 4 \| 0 \| 0 \| 11 \| 12 \| 1 \| \| Estados Unidos \| 0 \| 0 \| 1 \| 0 \| 3 \| 2 \| 0 \| 6 \| 9 \| 3 \|LG: Miyu Shimizu (ERA 4.06) LP: Jillian Albayati (ERA 6.00) SV: Akino Tanaka HRs: Japón – Yuki Kawabata (1) Estados Unidos – Alexandra Hugo |       |         |                |                                          |                               |   |   |    |    |   |
| Equipo | 1     | 2       | 3              | 4                                        | 5                             | 6 | 7 | C  | H  | E |
| Japón | 0     | 0       | 4              | 3                                        | 4                             | 0 | 0 | 11 | 12 | 1 |
| Estados Unidos | 0     | 0       | 1              | 0                                        | 3                             | 2 | 0 | 6  | 9  | 3 |

| Bandera de Japón |
| Campeón Japón    |
| Séptimo título   |